# Kalana (Hiiumaa)
Koordinaten: 58° 55′ N, 22° 5′ O
Kalana ist ein Dorf (estnisch küla) in der Landgemeinde Hiiumaa (2013 bis 2017: Landgemeinde Hiiu, davor Landgemeinde Kõrgessaare) auf der zweitgrößten estnischen Insel Hiiumaa (deutsch Dagö).

## Beschreibung und Geschichte

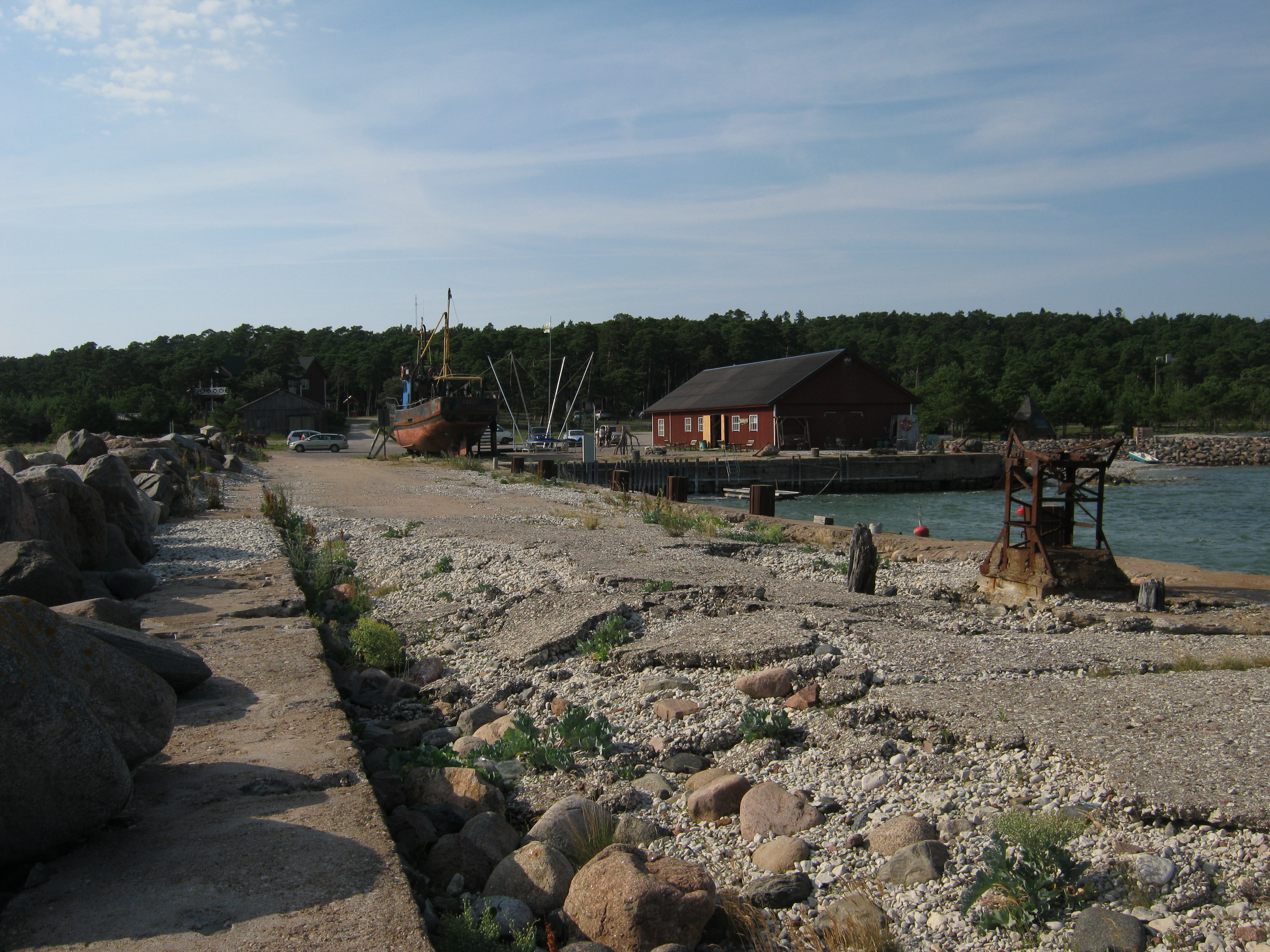
Hafen

Kalana (deutsch Kallana) hat elf Einwohner (Stand 31. Dezember 2011). Die Siedlung wurde erstmals 1531 unter dem Namen ahm Vischorde (diese Bedeutung hat auch der heutige estnische Name) urkundlich erwähnt.
Der Ort liegt an der Spitze der Halbinsel Kõpu (Kõpu poolsaar) direkt an der Ostsee. Um das Dorf erstreckt sich das 32,8 Hektar große Naturschutzgebiet Kalana (Kalana looduskaitseala).
Von Kalana bis zum westlichsten Punkt Hiiumaas erstreckt sich auf einer Länge von 1,5 Kilometern das Gebiet Ristna mit seinen Stränden. Dort befinden sich der 1874 erbaute Leuchtturm Ristna (Ristna tuletorn) und eine Wetterstation.

## Hafen

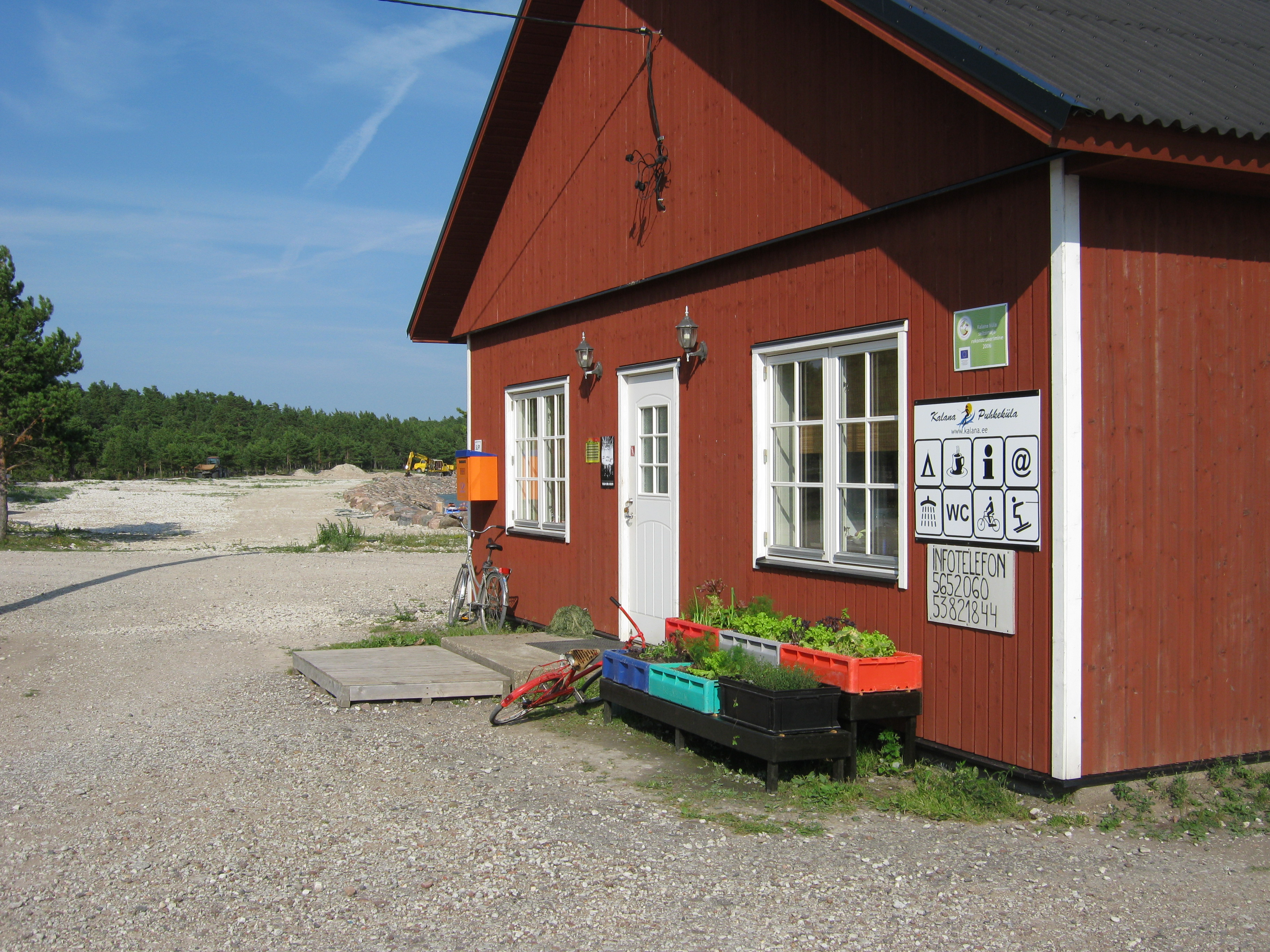
Hafengebäude von Kalana

Der Ort an der gut geschützten Bucht Kalana (Kalana laht) beherbergt einen kleinen, meist eisfreien Hafen. Er wurde während der Regierungszeit des schwedischen Königs Gustav II. Adolf als Nothafen gebaut.
Der westlichste Hafen Hiiumaas wurde während des Zweiten Weltkriegs stark beschädigt. Bis Anfang der 1990er Jahre wurde er für Fischereischiffe der örtlichen Kolchose genutzt; heute legen nur noch private Boote an.

## Kapelle
Eine Kapelle ist für das Jahr 1698 nachgewiesen. 1777 wurde ein Nachfolgebau aus Holz errichtet. Als „Reliquie“ enthielt das Gotteshaus zwei goldene Fische, einen Kabeljau und einen Hering. Sie sollten der Gemeinde einen guten Fang sichern. Die beiden metallenen Kunstwerke sollen dem Volksmund nach von den neidgeplagten Bewohnern der größeren Nachbarinsel Saaremaa gestohlen worden sein. Später wurden sie durch einen silbernen Fisch ersetzt. Er brachte allerdings nur halb so viel in die Netze wie die goldenen Vorgänger.
1939/1940 musste Estland nach dem Hitler-Stalin-Pakt das Gebiet der sowjetischen Roten Armee als Militärstützpunkt überlassen. Der estnische Lyriker August Sang rettete im Sommer 1940 den silbernen Fisch und andere religiöse Gegenstände aus der Kapelle ins Estnische Nationalmuseum.
Das Gotteshaus wurde vermutlich 1945 von sowjetischen Grenztruppen beseitigt.